# Zifta
Zifta (arabiska: زفتى) (alternativ stavning Zefta, arabiska Ziftā) är en av de största städerna i guvernementet al-Gharbiyya i Egypten. Folkmängden uppgår till cirka 115 000 invånare. Zifta ligger i nildeltat.